# Kangana Ranaut
Kangana Ranaut (n. 23 de marzo de 1987) es una actriz de la India. 
Es hija de Asha y Amardeep Renaut. Kangana Ranaut fue descubierta por el director Anurag Basu en un café. Protagonizó las películas Gangster y Life in a Metro. Tuvo un rol secundario en Kites con la actriz méxico-uruguaya Bárbara Mori.

## Filmografía
| Año  | Película                     | Papel                                                       | Notas |
| ---- | ---------------------------- | ----------------------------------------------------------- | --- |
| 2006 | Gangster                     | Simran                                                      | Ganó el premio en la categoría Best Female Debut en los certámenes Filmfare Awards, International Indian Film Academy Awards, Global Indian Film Awards, Bollywood Movie Awards, entre otros.                                                                             |
| 2006 | Woh Lamhe                    | Sana Azim                                                   | |
| 2007 | Shakalaka Boom Boom          | Ruhi                                                        | |
| 2007 | Life in a... Metro           | Neha                                                        | |
| 2008 | Dhaam Dhoom                  | Shenba                                                      | Tamil |
| 2008 | Fashion                      | Shonali                                                     | National Film Award for Best Supporting Actress , Filmfare Best Supporting Actress Award |
| 2009 | Raaz - The Mystery Continues | Nanditta                                                    | |
| 2009 | Vaada Raha                   | Pooja                                                       | |
| 2009 | Ek Niranjan                  | Sameera                                                     | Telugu |
| 2010 | Kites                        | Gina                                                        | |
| 2010 | Once Upon A Time In Mumbai   | Rihana                                                      | Nominada a mejor actriz de acción en los Stardust Awards y nominada a mejor actriz de reparto en los Zee Cine Awards. |
| 2010 | Knock Out                    | Nidhi Shrivastav                                            | |
| 2010 | No Problem                   | Sanjana                                                     | |
| 2011 | Tanu Weds Manu               | Tanuja Trivedi (Tanu)                                       | Nominada a mejor actriz en cinco certámenes diferentes |
| 2011 | Game                         | Sia Agnihotri                                               | |
| 2011 | Double Dhamaal               | Kiya                                                        | |
| 2011 | Ready                        | Kiran                                                       | Actuación especial |
| 2011 | Rascals                      | Khushi                                                      | |
| 2012 | Tezz                         | Nikita                                                      | |
| 2013 | Shootout at Wadala           | Vidya Joshi                                                 | |
| 2013 | Krrish 3                     | Kaya                                                        | Nominada a mejor actriz por votación popular y a mejor villana en los Screen Awards; nominada mejor actriz de reparto en International Indian Film Academy Awards, y nominaciones en otros tres concursos.                                                                |
| 2013 | Rajjo                        | Rajjo                                                       | |
| 2014 | Queen                        | Rani Mehra                                                  | Ganó el premio a la mejor actriz de los concursos: Filmfare Awards, National Film Awards, International Indian Film Academy Awards, Indian Film Festival of Melbourne, Jagran Film Festival y Stardust Awards. Además recibió ocho nominaciones en otros tres certámenes. |
| 2014 | Revolver Rani                | Alka Singh                                                  | |
| 2014 | Ungli                        | Maya                                                        | |
| 2015 | Tanu Weds Manu Returns       | Doble papel: Tanuja Trivedi (Tanu); y Kusum Sangwan (Datto) | Se llevó el Critics Award for Best Actress, en los Filmfare Awards. Ha recibido ocho nominaciones a mejor actriz y mejor actriz en una película de comedia. |
| 2015 | I Love NY                    | Tikku Verma                                                 | |
| 2015 | Katti Batti                  | Payal                                                       | |
| 2016 | Rangoon*                     | Julia                                                       | Estreno previsto en septiembre de 2016 |
|      |                              |                                                             | |